# 恩园
恩园，即“蒋介石行辕”，位于北京市东城区后圆恩寺胡同7号、9号。

## 历史
该宅院兴建于清朝后期，原来是庆亲王奕劻次子载𢱿府，因为赌博而输给他人，后来被一位法国人购买，在此设立中法企业的办公处。抗日战争胜利后，1945年12月11日，蒋介石飞抵北平，作为“抗战领袖”前来“慰问北方同胞”，这里遂成为蒋介石行辕，供其下榻，12月18日蒋介石离开北平。1948年9月30日，蒋介石再度来北平，布置辽西会战，其间仍以下榻此处行辕。1949年1月31日北平和平解放，该宅院作为蒋介石行辕的历史终止，从1945年12月至1949年1月，前后共做蒋介石行辕三年多。
中华人民共和国成立初期，此处为中共中央华北局所在地。后来曾为南斯拉夫驻华大使馆。其后划归中国人民对外友好协会。
1980年，中国人民对外友好协会在由其管理的后圆恩寺胡同7号院设立了北京友好宾馆，这是一家服务民间外交的经营单位。但是，因为该宾馆经营不善而严重亏损，2002年中国人民对外友好协会在没有报经主管部门批准的情况下，便将后圆恩寺胡同7号院整体租给中国飞天实业（集团）有限公司，由已经重新注册的北京飞天友好宾馆经营。2006年，在征得了中国人民对外友好协会的口头同意后，中国飞天实业（集团）有限公司将北京飞天友好宾馆委托给光彩四十九控股股份有限公司经营，在后圆恩寺胡同7号院内增建有若干简易房屋及车库，并且设立餐馆等设施，从而破坏了后圆恩寺胡同7号院的文物原貌。2007年，中华人民共和国审计署网站公布了对2006年度中国人民对外友好协会預算執行和其他財政收支情况的审计结果，揭露了上述问题。不久，北京飞天友好宾馆被改为“美旗会馆”。
1984年5月24日，“东城区圆恩寺后街七号、九号四合院”被公布为北京市文物保护单位。

## 建筑
此宅院中西合璧，坐北朝南，分为东、中、西三部分。
中部：
- 大门：已经被改建为宾馆大门。
- 影壁：大门内为一字影壁。
- 西洋式楼房：宅院中部是一栋西洋式楼房，据说是奕劻1875年为其次子所建。该楼房为砖混结构，地上两层半，地下一层。门廊采用爱奥尼柱式。楼体由于接受过抗震加固，所以外貌变化很大。
  - 水池：位于楼前，是一座带有喷泉的水池，水池内堆砌叠石，水池周围缀有来自圆明园的石刻。
  - 亭子：水池东南侧有一座穹顶亭子，为混凝土结构，带有8根陶立克柱式柱子。
  - 假山：亭和楼的东侧是一道南北走向的假山，将中部和东部隔开。穿过假山即可到达东部花园区。[2]

东部（花园区）：面积较为宽阔。北房五间，前出廊；南花厅三间，带有周围廊。西侧廊的西北是一座勾连搭式敞轩，硬山顶筒瓦过垄脊屋面；东南角有一座六角攒尖亭。花园内环绕有游廊。
西部：中式的两进四合院。
- 第一进院：倒座房东四间、西五间，合瓦清水脊屋面。东路北房三间，悬山顶勾连搭筒瓦。西路由一殿一卷式垂花门穿过可进入内宅。
- 第二进院（内宅）：北房三间，前面带廊，两侧各有耳房两间；东西厢房各三间，各带南耳房两间，各房之间由抄手游廊相连接。垂花门两侧的廊上带有什锦窗，院落东北角有一座随墙馒头门，门前设有八字影壁。各房都是硬山顶筒瓦过垄脊屋面。[2]